# VRT500
VRT500 — лёгкий вертолёт соосной схемы с взлётной массой до 1650 кг. Экстерьер вертолёта создан при участии дизайн-студии Italdesign Giugiaro, специализирующейся на автомобилях. VRT500 впервые представлен публике в мае 2018 года на международной выставке HeliRussia. Начало серийного производства ожидается в 2023 году.

## Разработка и дизайн

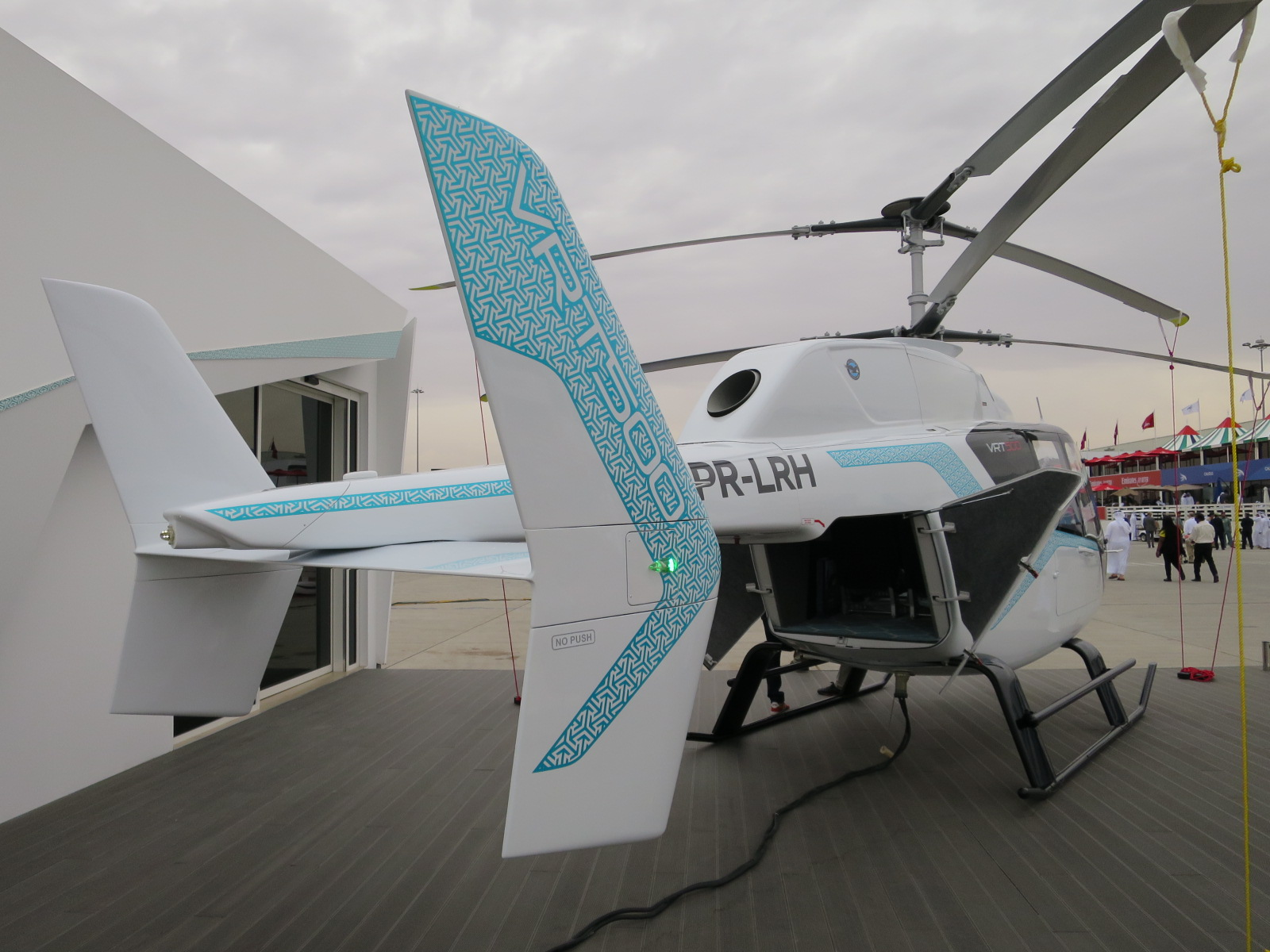
Вид сзади.

Основной особенностью VRT500 является соосная схема несущего винта. Это технологическое решение обеспечивает высокий уровень безопасности: отсутствие рулевого винта исключает травматизм пассажиров при подходе к вертолёту и риск отказа привода рулевого винта. За счёт соосного расположения несущих винтов повышается скороподъемность и манёвренность вертолёта. Уровень шума на местности не превышает допустимый, указанный в Конвенции ICAO, а также соответствует экологической цели Европейского консультативного совета по исследованиям в области аэронавтики (ACARE) на 2020 г. и общей инициативе «Чистое Небо 2020» по сокращению воспринимаемого у земли шума на 10 EPNdB (предполагаемого как «кумулятивный шум») в сравнении с нормативными уровнями 2000 г.
Машина обладает самой объёмной в своём классе грузопассажирской кабиной общей вместимостью до 6 человек. VRT500 оснащается современным комплексом авионики, построенным по принципу «стеклянная кабина», обеспечивающим интуитивно понятное управление бортовыми системами. Крейсерская скорость до 205 км/ч. В конфигурации с одним топливным баком вертолёт может совершать полёты на дальность до 680 км, с двумя баками — до 910 км. VRT500 способен обеспечить перевозку до 730 кг полезной нагрузки. Вертолёт предполагается в семи основных конфигурациях: пассажирской, полицейской, корпоративной, грузовой, учебной, VIP и медико-эвакуационной.
В январе 2019 года завершился этап разработки технического проекта по программе VRT500. «Теперь мы можем перейти к этапу разработки рабочей конструкторской документации и в скором будущем к производству прототипов. Далее нас ждут сертификационные испытания», — отмечает генеральный директор Александр Охонько.

## События
Полноразмерная модель вертолёта была представлена публике в мае 2018 года на международной выставке HeliRussia. Правая сторона фюзеляжа модели была выкрашена в чёрный цвет и представляла грузопассажирскую версию вертолета, левая сторона красного цвета демонстрировала внешний вид медико-эвакуационной конфигурации. По итогам выставки презентация VRT500 стала самым значимым и ярким событием всего мероприятия.
В апреле 2019 года модель вертолёта VRT500 в масштабе 1:10 была продемонстрирована на выставке Fuorisalone в рамках недели дизайна в Милане. Партнер компании — итальянское дизайнерское бюро Italdesign Giugiaro экспонировал модель VRT500 на своем стенде.
Продолжается разработка вертолёта: на МАКС-2019 были подписаны соглашения с двумя поставщиками.
Согласно первому соглашению, итальянская авиационная компания «Mecaer Aviation Group» займется разработкой и поставками системы основного управления и гидравлической системы для VRT500.
Согласно второму соглашению, французская компания «Liebherr-Aerospace Toulouse SAS», которая занимается разработкой и производством комплексных систем кондиционирования воздуха, выполнит необходимые работы по созданию такой системы для легкого многоцелевого вертолёта VRT500.
Также на МАКС-2019 были объявлены договоренности о поставках VRT500 на зарубежные рынки начиная с 2023 года. В соответствии с дилерским соглашением, малайзийская компания «Ludev Aviation» намеревается приобрести пять вертолётов. Опционное оборудование, а также детали интерьера и схема внешней окраски VRT500 определятся после получения вертолётом соответствующего Сертификата Типа и Сертификата Летной Годности по нормам европейских Авиационных властей EASA.

## Испытания
Испытания элементов конструкции вертолёта VRT500 проводятся с 2018 года. Прочностные испытания лопастей и втулки несущих винтов проводились в научно-экспериментальном центре AVIATEST в Риге. По завершении испытаний оба научно-экспериментальных центра дали свою экспертную оценку и подтвердили правильность избранного технического решения.

## Технические характеристики

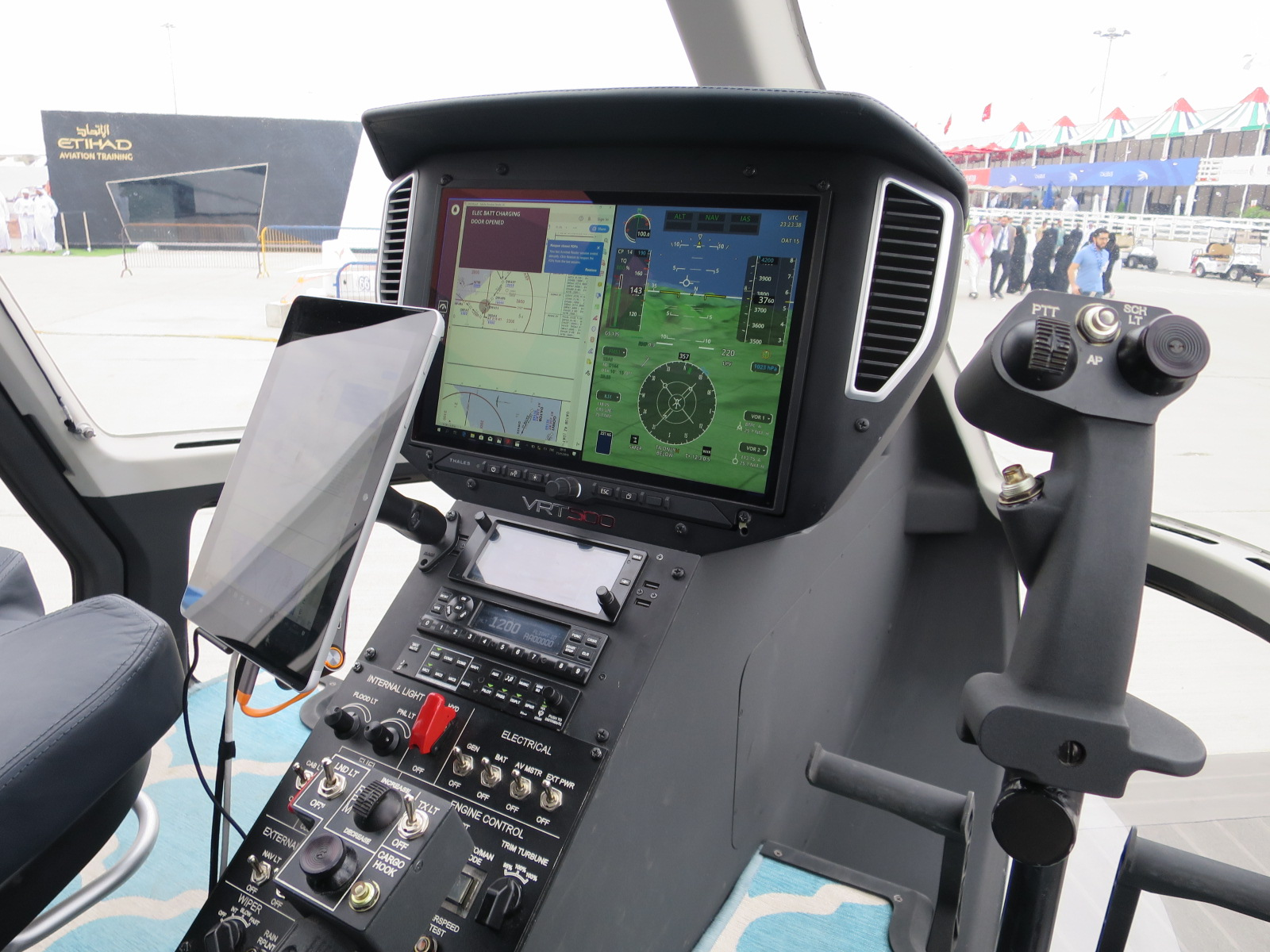
Авионика.

### Общие характеристики
- Количество мест: 5 чел
- Максимальный взлётный вес (МВМ): 1650 кг
- Полная нагрузка: 730 кг
- Длина вертолёта: 8,09 м
- Высота вертолёта: 3,77 м
- Диаметр винта: 8,4 м
- Объём кабины: 5,3 м³

### Лётные характеристики
- Максимальная скорость: 250 км/ч
- Крейсерская скорость: 225 км/ч
- Максимальная дальность: 860 км
- Статический потолок при МВМ: 4100 м
- Практический потолок при МВМ: 6020 м

## Конфигурации

### Пассажирский
Пассажирская или аэро-такси конфигурация вертолёта включает в себя до 5 пассажирских энергопоглощающих кресел. Объём багажного отсека вертолета позволяет перевозить все необходимые вещи пассажиров. Загрузка багажа может осуществляться как из пассажирского салона, так и через задние двери.

### Грузовой
Грузовая конфигурация вертолёта позволит пилоту, одному или с курьером, перевозить грузы весом до 730 кг внутри салона вместимостью 5,3 м3, а также пользоваться внешней грузовой подвеской до 900 кг (вес груза отображается на дисплее) и лебёдкой. Наблюдать за грузом возможно через телекамеру. Размеры салона позволяют перевозить не только массивные, но и крупногабаритные и длинномерные грузы.

### Корпоративный
Корпоративная версия включает в себя 2 кресла повышенной комфортности, консоль для пассажиров сзади и индивидуальную систему освещения.

### VIP
VIP конфигурация вертолета создается по индивидуальному заказу.

### Полицейский
Полицейская конфигурация оборудуется внешними динамиками, поисковым прожектором, тепловизором и прочими устройствами. Возможна установка лямочных кресел (до 5 штук) с упрощённым интерьером. Комплекс авионики допускает подключение внешних устройств специального назначения с несертифицированным ПО для выполнения особых миссий.

### Медико-эвакуационный
Медико-эвакуационная конфигурация вертолёта включает медицинский модуль со специальным медицинским полом и облицовкой, медицинскую тумбу, комплект медицинского оборудования, сравнимый с более крупными 2-двигательными вертолётами, и специальный стенд для него, стандартизированные носилки, стойку с кислородными баллонами, медицинский спот-светильник, кресло медработника и прочее медицинское снаряжение. Основными преимуществами являются удобство работы с пациентом во время полёта и возможность загрузки носилок через задние двери вертолёта.

### Учебный
Учебная конфигурация вертолёта включает в себя легкосъёмный второй комплект управления для инструктора и упрощённый интерьер, что предоставляет возможность обучать и тренировать лётчиков на современном вертолёте с соосными несущими винтами.

#### Возможности конфигурации
- Обучение пилотированию;
- Обучение медработников;
- Конвертируемость в другие конфигурации.